# Municipio de Ross (condado de Greene)
El municipio de Ross (en inglés: Ross Township) es un municipio ubicado en el condado de Greene en el estado estadounidense de Ohio. En el año 2010 tenía una población de 750 habitantes y una densidad poblacional de 8,01 personas por km².

## Geografía
El municipio de Ross se encuentra ubicado en las coordenadas 39°43′11″N 83°43′31″O / 39.71972, -83.72528. Según la Oficina del Censo de los Estados Unidos, el municipio tiene una superficie total de 93.58 km², de la cual 93,45 km² corresponden a tierra firme y (0,14 %) 0,13 km² es agua.

## Demografía
Según el censo de 2010, había 750 personas residiendo en el municipio de Ross. La densidad de población era de 8,01 hab./km². De los 750 habitantes, el municipio de Ross estaba compuesto por el 97,2 % blancos, el 0,67 % eran afroamericanos, el 0,13 % eran amerindios, el 0,53 % eran asiáticos, el 0,13 % eran de otras razas y el 1,33 % eran de una mezcla de razas. Del total de la población el 0,27 % eran hispanos o latinos de cualquier raza.